# 우랄 항공 178편 불시착 사고
우랄 항공 178편 불시착 사고(러시아어: Аварийная посадка A321 под Жуковским)는 2019년 8월 15일 러시아에서 일어난 항공기 불시착 사고이다. 사고 여객기인 우랄 항공 178편은 주콥스키 국제공항에서 심페로폴 국제공항으로 가는 중, 주콥스키 국제공항 근처에 있는 옥수수밭에 동체착륙을 하였다. 엔진 한개만 화재가 났으나, 전원 생존하였다. 2009년에 있었던 US 에어웨이스 불시착 사고와 비슷하다.
조종사들은 공항 활주로 끝 너머 옥수수밭에 비상 착륙을 선택했고 착륙 직전에 양쪽 엔진을 끄기로 결정했다. 이 항공기는 주콥스키 국제공항에서 2.8해리(5.2km) 떨어진 옥수수밭에 경착륙했다. 조종사는 옥수수밭에서 더 효과적으로 미끄러지기 위해 착륙 기어를 내리지 않기로 했다.

## 반응
러시아 연방 정부는 사망자를 내지 않은 승무원들의 공로를 인정하여 조종사에게는 러시아 연방영웅 훈장을 수여했으며 조종사 외 승무원에게는 용맹 훈장을 수여했다. 
 러시아 연방영웅
- 다미르 카시모비치 유수포프(러시아어: Дамир Касимович Юсупов): 기장(당시 41세)
- 게오르기 알렉산드로비치 무레진(러시아어: Георгий Александрович Мурзин): 부기장(당시 23세)

 용맹 훈장
- 드미트리 니콜라예비치 이블리츠키(러시아어: Дмитрий Николаевич Ивлицкий): 최선임 항공 승무원(당시 31세)
- 알리야 마라토브나 슬랴카예바(러시아어: Алия Маратовна Слякаева): 항공 승무원(당시 27세)
- 나데즈다 파블로브나 베르시니나(러시아어: Надежда Павловна Вершинина): 항공 승무원(당시 24세)
- 야나 이고레브나 야고디나(러시아어: Яна Игоревна Ягодина): 항공 승무원(당시 24세)
- 드미트리 니콜라예비치 곤차렌코(러시아어: Дмитрий Николаевич Гончаренко): 항공 승무원(당시 27세)

## 같이 보기
- US 에어웨이스 1549편 불시착 사고